# アラン・ウエスト
アラン・ウエスト（Allan West, 1962年 -）は、アメリカ合衆国ワシントンD.C.出身の日本画家。カーネギーメロン大学芸術学部卒業、東京藝術大学日本画科（加山又造研究室）修士課程修了。 

## 略歴
8歳で油絵を描き始める。カーネギーメロン大学芸術学部在学中に、ボランティア団体に身を置き、たまたま日本に派遣されたことをきっかけに日本画の技法と出会い、画家として活動する。
スミソニアン美術館をはじめ、世界各地で個展を開く。
1999年、東京都台東区谷中に「繪処アランウエスト」（台東区谷中1-6-17）と言う画廊兼アトリエを構え、日本画・屏風絵・掛軸などを手がける。
また、熱海に第二のアトリエを設け創作を続けている。
近年、谷中・根津・千駄木といった下町の人気が高まる中で、美術の杜・上野とその隣接の下町で行われる美術イベント「art-Link 上野－谷中」にも毎年出品し、特に"下町を拠点とするアメリカ人日本画家"としてマスコミに取り上げられることも多くなっている。

## 出演番組
- 和風総本家 （テレビ東京、2013年9月）
- YOUは何しに日本へ （テレビ東京、2016年8月1日）インタビュー